# Safareig de la Font del Filat
El Safareig de la Font del Filat és una obra del poble de la Rabassa, al municipi de Sant Guim de Freixenet (Segarra) inclosa a l'Inventari del Patrimoni Arquitectònic de Catalunya.

## Descripció
Situat seguint un petit sender a peu, que passa entre una petita zona boscosa, al final de la qual hi ha un conjunt de font i safareig d'ús particular. En realitat es tracta d'una obra que es construeix aprofitant un recer de terreny mitjançant un talús de pedra seca, on s'integra una font per on brolla aigua per una canella formada a la roca. Seguidament, l'aigua és conduïda per una canalització subterrània fins al safareig situat a nivell inferior respecte la font. Aquest safareig és de forma rodona, i presenta lloses inclinades per rentar la roba a una part de l'estructura. A l'extrem sud del safareig hi ha un canaló que duu l'aigua al desguàs, i que actualment es recull dins d'un dipòsit d'aigua per usos agrícoles.

## Història
Aquest safareig va ser utilitzat durant molts anys pels avantpassats de Cal Jeroni, masia propera al lloc.